# Sphaerodactylus pacificus
Sphaerodactylus pacificus es una especie de geco del género Sphaerodactylus, familia Sphaerodactylidae, orden Squamata. Fue descrita científicamente por Stejneger en 1903.

## Descripción
Puede alcanzar los 88 milímetros de longitud.

## Distribución
Se distribuye por Costa Rica.